# 관세 동맹

관세 동맹(關稅同盟, 영어: customs union)은 대외 공통 관세를 가지는 자유 무역 지대의 일종이다.

## 개요
관세 동맹은 두 나라 이상의 결합으로 역내(域內) 관세의 철폐나 또는 경감(輕減), 역외(域外) 공통관세를 설정하는 경우를 말한다. 참가 국가들은 공통된 대외 무역 정책을 수립하지만, 일부 경우에는 다른 수입 관세 제도를 사용하기도 한다. 공통된 경쟁 정책은 또한 경쟁 결여를 회피하는 데 도움이 된다. 통상적으로 관세 동맹을 설치하는 목적은 경제 효율을 높이고, 관세 동맹에 소속된 회원국 간 정치적 문화적 유대 관계를 더욱 밀접하게 하려는 데 있다.
관세 동맹은 경제 통합의 세 번째 단계로, 자유 무역 협정 이후에 설립된다. 구조적으로는 자유 무역 협정과 공동 시장 중간 단계에 위치한다. 즉, 경제 통합에 있어서 자유 무역 협정보다는 높지만 공동 시장보다는 낮은 수준이라는 점을 의미한다.
역사적으로 관세 동맹은 무역과 상업이 발달한 지역에서 주로 진행되었다. 대표적으로 독일 관세 동맹(1834년)이 가장 오래된 것이고, 베네룩스 관세동맹(1944년) 등이 있다. 2000년대에 등장한 유럽공동체 등이 이에 해당한다. 또한 유라시아 경제 연합도 유라시아 관세동맹을 이끌고 있다. 이러한 동맹에 따라서 무역의 창출효과와 무역 전환효과가 기대되나 동맹국간의 산업구조가 동질적이며 더구나 보완적인 경우 효과가 큰 것으로 알려져 있다.

## 경제 통합의 종류
- 경제 통합의 종류와 포괄 범위[5]

모든 공동 시장과 경제 통화 동맹은 또한 관세 동맹을 갖는다.
| 회원국간 무역 특혜                                           | 역내 관세 철폐 | 역외 공동관세 부과 | 역내 생산요소 자유이동 보장 | 역내 공동경제정책 수행 | 초국가적 기구 설치·운영 |
| ------------------------------------------------------------ | -------------- | ------------------ | --------------------------- | ---------------------- | ----------------------- |
| 특혜 무역 협정 (Preferential trading arrangement)            |                |                    |                             |                        |                         |
| 자유 무역 협정 (Free trade agreement) (NAFTA, EFTA 등)       |                |                    |                             |                        |                         |
| 관세 동맹 (Custom union) (베네룩스 관세 동맹)                |                |                    |                             |                        |                         |
| 공동 시장 (Common market) (EEC, CACM, CCM, ANCOM 등)         |                |                    |                             |                        |                         |
| 경제 통합 (Economic union) (마스트리히트 조약 발효이후의 EU) |                |                    |                             |                        |                         |

## 같이 보기
- 독일 관세동맹
- 베네룩스
- 유라시아 경제 연합